# Johannes von Sengbusch

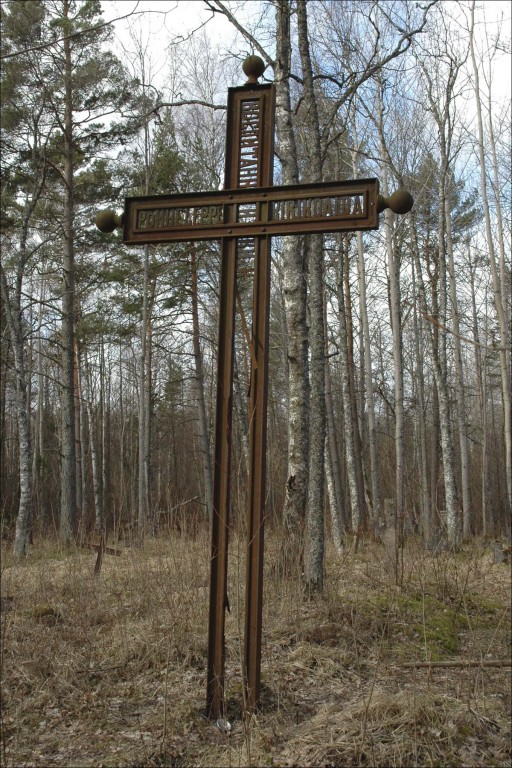
Erinnerungskreuz für Johannes von Sengbusch auf dem aufgelassenen Friedhof Kummistu in Estland

Johannes von Sengbusch (* 27. Mai 1828 in Pühhalep; † 7. August 1907 in Kaunispäh (Ösel)) war ein deutsch-baltischer Pädagoge im russischen Schuldienst.

## Leben
Johannes von Sengbusch war Sohn des Pastors Alexander von Sengbusch und seiner Ehefrau Julie, geborene von Nolcken. Er studierte Philologie und trat als Lehrer 1848 in den russischen Staatsdienst ein. Von 1873 bis 1875 war er Direktor des Gymnasiums in Arensburg. Von 1881 bis 1888 war er als Klasseninspekteur der Alexander-Marien-Schule und Direktor der Komissarow-Lehranstalt für Technik in Moskau tätig. Er wurde dann Inhaber einer Privatschule und Inspektor der Deutschen Armenschule.
Johannes von Sengbusch war Gutsbesitzer von Gut Kaunispäh und wurde 1892 in die Oeselsche Ritterschaft immatrikuliert. Er war seit 1871 mit seiner Cousine Helene (Nelly) von Sengbusch verheiratet.

## Auszeichnungen
- 1876 kaiserlich russischer Wirklicher Staatsrat